# Norrstrands IF
Norrstrands IF, bildad 13 september 1928, är en idrottsförening i Karlstad. Klubben har bland annat tävlat i bandy, fotboll, bordtennis, boxning, bangolf, orientering, handboll, backhoppning, innebandy och tyngdlyftning.
1952 gick Mariehofs IF in i Norrstrands IF. Herrlaget i fotboll spelar sedan 1954 i röda tröjor, vita byxor och röda strumpor.
Under 1950-talet hade klubben stora framgångar i tyngdlyftning. Göte "Skuggan" Wallgren (1931-1988) , Nils "Kalle Jakob" Jakobsson (1929-1982) och Lars Erik "Knallhatten" Ambjörnsson (f. 1932) var en av de mer framgångsrika tyngdlyftarna i Sverige, och deltog i SM, NM, EM och VM.
Lars Erik Ambjörnsson tog följande titlar 1950-1957:
- Svensk juniormästare - 1950
- Svensk seniormästare - 1955, 1956, 1957
- Nordisk mästare - 1957

## Historia
Från mitten av sextiotalet tog klubbens ungdomsverksamhet fart på allvar och på sjuttiotalet vann klubbens pojk- och juniorlag stora framgångar, såväl regionalt, främst i konkurrens med Degerfors och Karlstad BK, som nationellt. 
Den framgångsrika ungdomsverksamheten gjorde att seniorlaget började sin klättring i seriesystemet under andra halvan av sjuttiotalet, en klättring som kröntes med serieseger i div. 4 Värmland 1980.
1981-1986 spelade klubben i Division III i fotboll för herrar, som då var Sveriges tredje högsta division. Under omläggningssäsongen 1986 förpassades man till spel i nyare Division III 1987, som blivit fjärdedivisionen. 1988 var man åter i tredjedivisionen, som nu hette division II. Där spelade man även 1988-1990, samt 1993.
Från mitten av nittiotalet dalade herrseniorerna i seriesystemet och återfinns idag i division 5.
Damfotbollen kom in i föreningen början av 80-talet och tjejerna har sedan tidigt 90-tal varit en av de mer framgångsrika klubbarna i distriktet, både på ungdomssidan och bland seniorer med ett antal säsonger i division 2 som bäst. 
Den som vill läsa mer om Norrstrands IF kan läsa Erik Bengtssons självbiografiska bok Fotboll på lördag: anteckningar från lingonserien där han berättar om sina år i Norrstrands IF i slutet av sextio- och början av sjuttiotalet. 
Idag är Norrstrands IF en av distriktets största föreningar på ungdomssidan med mellan 700 och 800 ungdomar i verksamheten. En sanerad ekonomi med en tydlig satsning på ungdomsverksamheten och en upprustad anläggning på Kroppkärrs IP gör att de sportsliga framgångarna inte låtit vänta på sig bland Ungdomslagen, både i DM såväl som stora ungdomscuper.

## A-laget i fotboll
Efter säsongen 2009 degraderades laget till division 6 central. År 2010 slutade de trea på 44 poäng, en poäng bakom IFK Skoghall och två bakom IFK Väse.